# Джаллини, Марко
Ма́рко Джалли́ни (итал. Marco Giallini; род. 4 апреля 1963, Рим) — итальянский актёр кино, театра и телевидения.

## Биография
Марко Джаллини родился 4 апреля 1963 года в Риме. Отец Марко был разнорабочим, мать — домохозяйкой. 
Марко учился в Национальной академии театрального искусства имени Сильвио д'Амико. Окончив академию, он начал работать в театре с такими режиссерами как Арнольд Фоа, Анджело Орландо и Эннио Колторти.
Дебютировал в кино в 1986 году, исполнив небольшую роль в ленте Кастеллано и Пиполо «Универмаги».
В 2016 году Марко Джалини снялся в ленте режиссёра Паоло Дженовезе «Идеальные незнакомцы». Фильм получил двадцать две номинации итальянских и международных премий, включая главную кинопремию Италии «Давид ди Донателло». Суммарно фильм удостоился одиннадцати наград. В том же году начал сниматься в телесериале «Рокко Скьявоне» в заглавной роли.